# Древнеиранский язык
Древнеиранский язык (протоиранский, праиранский) — реконструируемый язык-предок всех иранских языков.
В доисторическую эпоху протоиндоиранский (праарийский) язык разделился на древнеиранский язык и протоиндоарийский и эти два языка развивались независимо друг от друга.
Реконструкция древнеиранского языка предполагает такую языковую систему, из которой, как из предковой, выводятся все зафиксированные иранские языки. Возведение лексем к древнеиранскому состоянию положено в основу Этимологического словаря иранских языков.

## Время и место бытования
Наиболее ранним надёжно зафиксированным иранским языком, уже уверенно демонстрирующим отход от праиранского состояния и дифференцирующие черты, является язык древнеперсидских надписей (с VI в до н. э.). Вопрос датировки несколько более архаичного языка Авесты, принадлежащего другому, более восточному ареалу, не может быть решён с такой же точностью. Наиболее архаичный его вариант — язык Гат, также уже отошедший от праиранского состояния, датируется приблизительно II — нач. I тыс. до н. э. Эти даты определяют поздний предел существования единого праиранского языка.
В науке нет единого мнения о том, что за территорию занимали носители древнеиранского языка. Значительная часть учёных локализует древних иранцев в ареале срубной культуры (Северное Причерноморье, Нижнее Поволжье). Другой кандидат на звание прародины иранцев — ареал язской культуры, а также, возможно, поздний БМАК. Экспансия протоиранцев из постулируемой прародины привела к распаду древнеиранского языка на диалекты, положившие начало позднейшим иранским языкам.

## Фонетика
Восстанавливаемый вокализм древнеиранского продолжает общеарийский и сводится к трём парам гласных, противопоставленных по долготе: a — ā, i — ī, u — ū. Имелись также четыре дифтонга: ai̭, au̯, āi̭, āu̯ и слоговой сонант r̥,. В поздний древнеиранский период уже в отдельных языках происходила монофтонгизация дифтонгов (> ē, ō) и утрата слогового характера r̥, (> ur, ir)
По сравнению с праарийским в консонатизме древнеиранского произошли следующие основные изменения:
- утрата аспирации звонких придыхательных: *bh > *b, *dh > *d, *gh > *g, *ǰh > ǰ.
- фрикативизация глухих придыхательных: *ph > *f, *th > *ϑ, *kh > *x
- отражение арийских сатэмных рефлексов индоевропейских палатальных *ć > *ś, *j́ > *ź, *j́h > *ź; рефлексы древнеиранских *ś и *ź демонстрируют разное развитие по языкам, что отражает древнейшее диалектное деление древнеиранского ареала.
- развитие придыхания из сибилянта в «свободном» положении (не перед *p, *t, *k и *n): *s > *h, *su > xw[7]
- не всегда последовательная и различная по ареалам тенденция к фрикативизации смычных перед сонантами и другими смычными (самые последовательные *pr > *fr, *kt, *gt > *xt)
- диссимиляция геминат: *tt, *dt > *st, *zd

Восстанавливаются ряды следующих фонем:
- смычных: p — b, t — d, k — g
- аффрикат: č — ǰ
- щелевых: f — w, ϑ, s — z, ś — ź, š, y, x, xw, h
- носовых: m, n
- дрожащих: r

Для последующего периода характерно появление следующих фонем, имеющих общеиранский характер, но развившихся в разных языках в различных условиях: ž, γ и l

## Морфология
В основе морфологии древнеиранского языка лежали развитая (трёхступенчатая) система количественных чередований гласных, как в корнях, так и суффиксах, синтетический строй с системой развитых флективных изменений. Для имени были характерны 3 рода, 3 числа, 8 падежей (номинатив, аккузатив, генетив, аблатив, датив, инструменталис, локатив, вокатив). Для глагола — 3 числа, 3 лица, 5 наклонений (индикатив, инъюнктив, конъюнктив, оптатив, императив), 5 времён (презенс, имперфект, аорист, перфект, плюсквамперфект), образумых от трёх основ с помощью аугмента, суффиксов и двух рядов личных окончаний в двух залогах (активном и медиальном). Имелась также развитая система отглагольных имён (причастий, инфитивов). Использование предлогов или послелогов и превербов, близких по употреблению к наречиям, играло подчинённую роль.